# 메이드 인 와리오 고저스
《메이드 인 와리오 고저스》는 닌텐도 기획제작본부와 인텔리전트 시스템즈가 개발하고 닌텐도가 배급한 미니게임 집합 게임이다. 《메이드 인 와리오》 9번째 작품으로 닌텐도 3DS 게임기로 제작됐다. 2018년 7월 유럽 지역에서 먼저 출시됐고 다음달 북미 및 일본 지역에서 출시됐다. 영어판 제목은 《와리오웨어 골드》이다.
2021년에 닌텐도 스위치로 후속작 《즐거움을 나눠라 메이드 인 와리오》가 출시됐다.

## 평가
《메이드 인 와리오 고저스》는 리뷰 애그리게이터 웹사이트 메타크리틱에서 45개의 평론을 총합해 78/100를 기록하며 "대체적으로 긍정적인 반응"을 얻었다.

## 참조

### 내용주
1. ↑  일본어: メイド イン ワリオ ゴージャス, Made in Wario Gorgeous
2. ↑  영어: WarioWare Gold